# Paraplegia espàstica hereditària
La paraplegia espàstica hereditària (PEH) és un grup de malalties genètiques, la característica principal de les quals és un trastorn progressiu de la marxa. La malaltia presenta una rigidesa progressiva (espasticitat) i una contracció en les extremitats inferiors. La PEH també es coneix com a paraparèsia espàstica hereditària, paraplegia espàstica familiar o síndrome de Strumpell-Lorrain.
La malaltia de Strumpell és la forma més habitual de la PEH.

## Signes i símptomes
Els símptomes són el resultat d'una disfunció d'axons llargs a la medul·la espinal. Les cèl·lules afectades són les motoneurones. Així, la PEH no és una forma de paràlisi cerebral tot i que físicament pot aparèixer i comportar-se igual que la diplegia espàstica. La característica principal de la malaltia és l'espasticitat progressiva a les extremitats inferiors per una disfunció del tracte piramidal. Això també produeix reflexos intensos, reflexos plantars extensors, debilitat muscular i alteracions variables de la bufeta. A més, entre els símptomes fonamentals de la PEH inclou la dificultat en caminar, disminució del sentit vibratori als turmells i parestèsia. Les persones amb PEH poden experimentar fatiga extrema associada amb el sistema nerviós central i trastorns neuromusculars, que poden ser inhabilitants. Els símptomes inicials solen ser dificultat per equilibrar-se, colpejar amb el dit del peu o ensopegades. Els símptomes de la PEH poden començar a qualsevol edat, des de la infància fins als més grans de 60 anys, també depenent del tipus concret. Si els símptomes comencen durant l'adolescència o després, el trastorn de la marxa espàstica sol progressar durant molts anys. Poden ser necessaris bastons, caminadors i cadires de rodes, tot i que algunes persones mai requereixen dispositius d'assistència. La discapacitat s'ha descrit com a progressant més ràpidament en les formes d'inici d'adults.
Els símptomes, la intensitat i fins i tot, l'edat d'aparició, varien molt, fins i tot entre familiars.

## Causes
La PEH és causada per defectes en les proteïnes de transport, proteïnes estructurals, proteïnes que mantenen les cèl·lules, lípids i altres substàncies a través de la cèl·lula. Les fibres nervioses llargues (axons) es veuen afectades perquè les llargues distàncies fan que les cèl·lules nervioses siguin especialment sensibles als defectes en aquests mecanismes esmentats.
La PEH segueix les regles generals d'herència i es pot heretar de manera herència autosòmica dominant, autosòmica recessiva o lligada al cromosoma X. El mode d'herència implicat té un impacte directe sobre les possibilitats d'heretar el trastorn. S'han descrit més de 70 genotips i més de 50 centres genètics estan relacionats amb aquesta malaltia. Deu gens s'han identificat amb herència dominant autosòmica. Un d'aquests, SPG4, representa un 50% dels casos resolts genèticament, o aproximadament el 25% dels casos de PEH. Es coneix que dotze gens són heretats de manera autosòmica recesiva. Aquest darrer grup té un conjunt de ~1/3 casos
Hi ha la possibilitat d'anàlisis genètiques per determinar la mutació d'aquests (i altres) gens.
La investigació actual s'orienta a l'estudi de models animals als quals se'ls ha induït algun dels defectes genètics la determinar la localització de tots els gens responsables de la síndrome.

## Història
Aquesta síndrome es va esmentar per primera vegada el 1876 per Adolph Seeligmüller, neuròleg alemany, que va descriure amb espasticitat una família de quatre nens afectats. Adolph Strümpell, neuròleg alemany, va ser descrit en 1883 més casos. Aquests casos van ser descrits més extensament el 1888 per Maurice Lorrain, un metge francès. A causa de la seva contribució en la descripció de la síndrome, encara es coneix com a síndrome de Strümpell-Lorrain als països de parla francesa. El terme paraplegia espàstica hereditària va ser creat per Anita Harding el 1983.

## Tractament
Fins al moment, no hi ha tractaments curatius per a aquest grup de malalties, però, per la semblança amb la paràlisi cerebral espàstica alguns dels mateixos medicaments antiespasticitat de vegades s'utilitzen per apaivagar els símptomes de la PEH. Els més comuns són medicaments antiespàstics i sessions de rehabilitació específica.